# Marie Beylerian
Marie Beylerian (en arménien Մառի Պեյլերեան), née en 1877 à Constantinople et morte en 1915 lors du génocide arménien, est une enseignante, féministe et femme de lettres arménienne.

## Biographie
Marie Beylerian naît en 1877 à Constantinople. Elle y fait ses études puis enseigne à l'école Essayan, puis se perfectionne dans l'atelier de Bera.
Elle contribue à des journaux comme Arevelk et Hentchak (vraisemblablement un journal édité par le parti social-démocrate Hentchak).

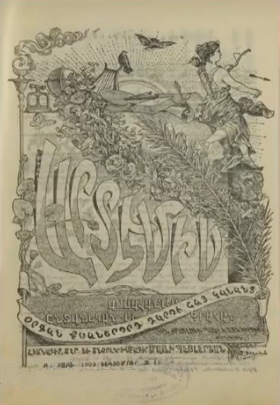
Couverture dArtémis no 5-6 (mai-juin 1902).

Elle prend part à la manifestation de Bab Ali en 1895, ce qui la force à s'exiler à Alexandrie (Égypte) en 1896 pour ne pas être emprisonnée par les autorités ottomanes et pour fuir l'atmosphère délétère qui règne dans l'Empire ottoman à une époque où les massacres hamidiens font rage. Elle y intègre l'école arménienne de la ville, vraisemblablement en tant qu'enseignante. Là-bas, elle fonde la revue mensuelle féminine Artémis (Արտէմիս), publiée entre janvier 1902 et décembre 1903. C'est une revue originale en ce qu'elle ouvre ses colonnes à des femmes et comprend un forum de discussion pour ses lecteurs, ce qui lui vaut d'être très appréciée par des Arméniennes dans toute la diaspora et une participation en hausse de celles-ci en tant que correspondantes et contributrices. Ainsi, des Arméniennes venant de Kars, de la Nouvelle-Djoulfa, de Tiflis, de Moscou, de Paris ou encore de New York écrivent pour le journal des chroniques, souvent sur leur vie quotidienne. Grâce à la direction solide de Marie Beylerian et sa volonté de mettre en avant les femmes arméniennes, Artémis joue un rôle important, poussant les Arméniennes à l'écriture et à l'expression. Marie Beylerian ne limite d'ailleurs pas son rôle à la direction de la revue : elle y écrit des éditoriaux, dans lesquels elle aborde des sujets, qu'elle estime centraux pour le développement de la nation arménienne, comme les droits des femmes, la maternité, l'éducation des femmes et leur place dans la vie active. Elle évoque aussi les thèmes de l'exil et de la migration forcée.
Elle rentre en Turquie après la révolution jeune-turque et le rétablissement de la constitution. Elle enseigne alors à l'école centrale de Smyrne puis à l'école arménienne de Tokat.
Elle est l'auteure d'ouvrages littéraires (comme le livre Depi Ver).
Elle est une victime du génocide arménien.